# Hurkało
Hurkało (ukr. Гу́ркало) – wodospad na Ukrainie, w obwodzie lwowskim na terenie Parku Narodowego „Beskidy Skolskie”. Znajduje się na wysokości 570 m n.p.m., na zboczu góry Paraszka w Beskidach Skolskich będących pasmem górskim Karpat. Zasila go potok Wełyka Riczka, dopływ Stryja. Tworzą go 2 strugi o wysokości około 5 m. U podnóża wodospadu znajduje się kocioł eworsyjny o średnicy 10 m i głębokości 2 m.
Do wodospadu prowadzi oznakowany na żółto szlak turystyczny łączący miejscowości Korczyn i Kruszelnica z Paraszką. Obok znajduje się polana, będąca popularnym wśród turystów miejscem na biwak. W pobliżu, za rzeką Opór znajdują się Wodospad Kamjanećkyj i Jezioro Mertwe.